# Södra Ämterud
Södra Ämterud är en tidigare småort i Eda kommun i Värmlands län och en by i Eda socken belägen söder om Eda och norr om Charlottenberg. SCB avgränsade Södra Ämterud som en småort 1990, men denna status upphörde 1995.